# Чичо Сам
Чичо Сам е най-известният национален символ на Съединените американски щати. Функцията на символ е призната официално от сената на САЩ. Чичо Сам е разбиран и представян като олицетворение на Съединените щати и като средство на критиката срещу американското управление или култура. Името често се използва за синоним на САЩ.

## Описание
Главно следните отличителни белези формират облика на Чичо Сам:
- Чичо Сам е слаб, стар мъж с бял цвят на кожата, бяла коса, козя брада и със сериозна физиономия.
- Той носи националните цветове на САЩ – тъмносиньо сако и червено-бял раиран панталон.
- Неговият цилиндър обикновено е с цветовете на американското знаме.
- Много негови изображения са придружени с инициалите му (U.S.), които са също съкращение на „United States“.

## Етимология
По време на Британско-американската война (1812) г. Самюъл Уилсън, проспериращ месопреработвател от Трой (Ню Йорк), получава договор за доставка на говеждо месо за армията по време на кампанията на север. Месото се траспортира в бъчви, които, бидейки собственост на правителството, са маркирани с инициалите „U.S.“ (United States). Съществува версия, според която на 7 септември 1813 година един часовой-ирландец, запитан какво означават тези букви, за пръв път ги свързва с името на доставчика – англ. Uncle Sam (Чичо Сам). Изразът бързо придобива меметичен характер, а войниците и коларите, които превозват доставките, започват да ги свързват на шега с Чичо Сам (Uncle Sam), доставчикът на продукта. Постепенно всичко, маркирано с инициалите U.S. (доколкото цялата собственост на армията била маркирана така), започва да се свързва с Чичо Сам. Именно тази версия официализира Конгресът на САЩ с резолюция от 15 септември 1961 г., като признава Самюъл Уилсън за прототип на израза, считан за национален символ на страната – Чичо Сам.